# Slow Down (Larry Williams)
Slow Down è un brano blues in 12 battute scritto e lanciato da Larry Williams (1935-1980), pubblicato nel marzo 1958 come lato B del singolo "Dizzy, Miss Lizzy", su etichetta Specialty (#626); in Gran Bretagna venne edito su etichetta London (HLU 8604). È inoltre inclusa nell'album The Beatles in Italy.

## Versione dei Beatles
Uno dei rifacimenti più noti è quello dei Beatles. Venne da loro incisa allo Studio 2 degli Abbey Road Studios di Londra il 1º giugno 1964; tre giorni dopo George Martin sovraincise la sua parte di pianoforte. Inciso durante il periodo per le registrazioni della colonna sonora del film "A Hard Day's Night", venne destinato però all'EP "Long Tall Sally", pubblicato in Inghilterra dalla Parlophone il 19 giugno 1964. Negli Stati Uniti venne edito invece prima sull'album Something New il 20 luglio 1964 (Capitol, ST2108), poi come lato B del singolo Matchbox il 24 agosto successivo (Capitol, #5255); in Italia solo il 13 luglio 1965 sull'album "The Beatles in Italy". È quindi comparso sulle raccolte "Rock 'n' Roll Music" (1976), "Rarities" (1978) e sul primo volume di "Past Masters" (1988). Musicalmente e vocalmente la versione dei Fab Four è inferiore all'originale di Williams, rimanendo tra i rifacimenti meno riusciti tra i brani di altri artisti ripresi dal gruppo.

## Altre versioni
- Alvin Lee (1978, dall'album "In Flight", etichetta Chrysalis-Columbia)
- The Backbeat Band (1994, dalla colonna sonora del film "Backbeat")
- Blodwyn Pig (1969, dall'album "Ahead Rings Out", etichetta Island)
- Elvis Costello (2003, sul bonus CD della riedizione dell'album "Trust")
- Episode Six (reperibile sulla raccolta "The Radio One Club Sessions '68/'69", edita su CD nel 1997)
- Gerry and the Pacemakers
- Johnny Hallyday
- Jools Holland & Tom Jones (2005)
- The Jam (1977, dall'album "In The City", etichetta Polydor)
- Alexis Korner (1975, dall'album "Get Off Of My Cloud", etichetta CBS)
- Brian May (1998, dall'album "Another World", etichetta Parlophone)
- The Young Rascals (1965, lato B del singolo "I ain't gonna eat out my heart anymore", etichetta Atlantic).

Non è lo stesso pezzo lanciato negli anni settanta da John Miles e nemmeno quello inciso da Natalie Imbruglia nel 2005; non ha nulla a che fare nemmeno con i brani pubblicati dai seguenti artisti: Ozzy Osbourne (1983), The Academy Is... (2005), Bobby Valentino (2005), Brand Nubian (1990), Loose Ends (1986), Rudy Rotta (2002), Ringo Starr (2012) e Selena Gomez (2013).